# Dano Lourens
Dano Lourens (Middelburg, 4 maart 2004) is een Nederlands voetballer die doorgaans als aanvaller speelt. Hij verruilde in 2024 Sparta Rotterdam voor ADO Den Haag.

## Clubcarrière
Lourens begon met voetballen in de jeugd van Zeelandia Middelburg, waarna hij overstapte naar de Jeugd Voetbal Opleiding Zeeland, vanaf waar hij gescout werd door NAC Breda. Hij doorliep vijf jaar lang de jeugdopleiding van NAC, alvorens terug te keren bij de amateurs van VV Kloetinge, waar zijn vader trainer was. Hier debuteerde hij ook in het seniorenvoetbal.

### Sparta
Medio 2022 maakte Lourens de overstap naar Sparta Rotterdam, waar hij voornamelijk in de Tweede divisie bij Jong Sparta ging voetballen. In totaal speelde hij 51 wedstrijden voor Jong Sparta, waarin hij 16 keer scoorde. 
Op 13 mei 2023 mocht Lourens zijn debuut maken voor Sparta Rotterdam in de Eredivisie, tegen FC Volendam (1-2). Hij kwam in de 94e minuut in de ploeg voor Younes Namli. Dit bleef zijn enige wedstrijd voor het eerste elftal.

### ADO Den Haag
Medio 2024 maakte Lourens de overstap naar ADO Den Haag, dat uitkwam in de Eerste divisie. Hij debuteerde in de eerste speelronde tegen VVV-Venlo, waarin hij inviel voor Daryl van Mieghem in de 80e minuut (1-1). Hij scoorde zijn eerste doelpunten in het betaald voetbal op 1 november 2024, tegen FC Eindhoven (4-0). Hij schoot de 1-0 binnen op aangeven van Steven van der Sloot en ook de 3-0 kwam op zijn naam.

## Statistieken
| Seizoen | Club                  | Competitie     | Competitie | Competitie | Beker | Beker | Overig | Overig | Totaal | Totaal |
| Seizoen | Club                  | Competitie     | Wed.       | Dlp.       | Wed.  | Dlp.  | Dlp.   | Dlp.   | Wed.   | Dlp.   |
| ------- | --------------------- | -------------- | ---------- | ---------- | ----- | ----- | ------ | ------ | ------ | ------ |
| 2022/23 | Sparta Rotterdam      | Eredivisie     | 1          | 0          | 0     | 0     | 0      | 0      | 1      | 0      |
| 2022/23 | Jong Sparta Rotterdam | Tweede divisie | 19         | 5          | –     | –     | –      | –      | 19     | 5      |
| 2023/24 | Jong Sparta Rotterdam | Tweede divisie | 32         | 11         | –     | –     | –      | –      | 32     | 11     |
| 2024/25 | ADO Den Haag          | Eerste divisie | 19         | 2          | 1     | 0     | 0      | 0      | 20     | 2      |
| Totaal  | Totaal                | Totaal         | 71         | 18         | 1     | 0     | 0      | 0      | 72     | 18     |

Bijgewerkt op 28 maart 2025.